# Collège des Jésuites de Messine

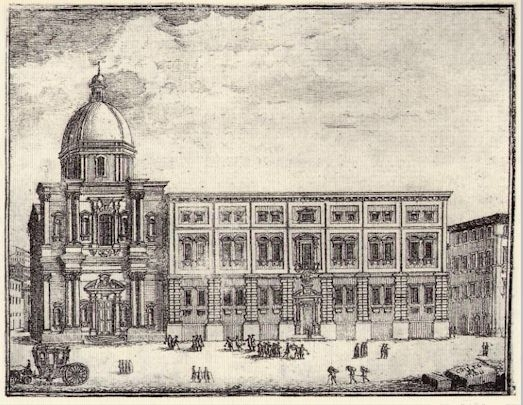
Église Saint-Jean-Baptiste et collège (gravure du XVIIe siècle_)

L’ancien collège des Jésuites, avec son église Saint-Jean-Baptiste, était une institution d’enseignement catholique fondée à Messine (Sicile) en 1548 par les Jésuites, à l’initiative même de Saint Ignace de Loyola. Tout premier collège fondé par les jésuites (« Primum ac Prototypum Collegium »), il déménagea en de nouveaux bâtiments construits par Natale Masuccio en 1608. Gravement endommagés par le tremblement de terre de 1908 les bâtiments furent démolis en 1913.

## Histoire

### Premier collège jésuite
Les Jésuites sont présents dans la ville de Messine depuis 1548. L’église Saint-Nicolas leur a été confiée. À la demande insistante de Juan de Vega vice-roi de Sicile, saint Ignace de Loyola accepte d’y ouvrir un collège. C’est le tout premier collège fondé par les jésuites. Conscient qu’il s’agit d’un tournant important dans les options apostoliques que prend la Compagnie de Jésus Ignace de Loyola donne une certaine solennité à l’événement. Les dix jésuites envoyés à Messine sous la direction de Jérôme Nadal sollicitent et obtiennent la bénédiction du pape avant de quitter Rome. 
Cornelius Wischaven qui fait partie de ce groupe fondateur ouvre deux ans plus tard le premier noviciat de la Compagnie de Jésus (1550) également à Messine, qui restera pour quelques années rattaché au collège. Wischaven en est le premier maitre des novices. En 1562, Gaspar Loarte, jésuite espagnol d'ascendance judéo-chrétienne en est le recteur. 
Le collège est dit ‘Primum Prototypum Collegium car il sera le modèle que suivront d’innombrables institutions éducatives que l'Ordre jésuite fonde partout dans le monde, au point que cela en deviendra, aux yeux de beaucoup, la caractéristique principale de ses activités au sein de l'Église.
Le collège ayant immédiatement un grand succès et le nombre de ses élèves croissant rapidement de nouveaux bâtiments sont édifiés en 1608 suivant un projet architectural du jésuite Natale Masuccio. Au cours du temps le collège devient le Messanense Studium Generale, ce qui est en fait l’embryon de l’université de Messine.
Lorsque, en 1767, les jésuites sont expulsés du royaume de Naples, Sicile et Palerme (dont le souverain fait partie de la famille des Bourbons), le collège continue à fonctionner – sans jésuite - comme ‘Académie Caroline’.  Endommagés durant le tremblement de terre de 1783, les bâtiments sont restaurés et abritent à partir de 1839 l'université Ferdinand I, 

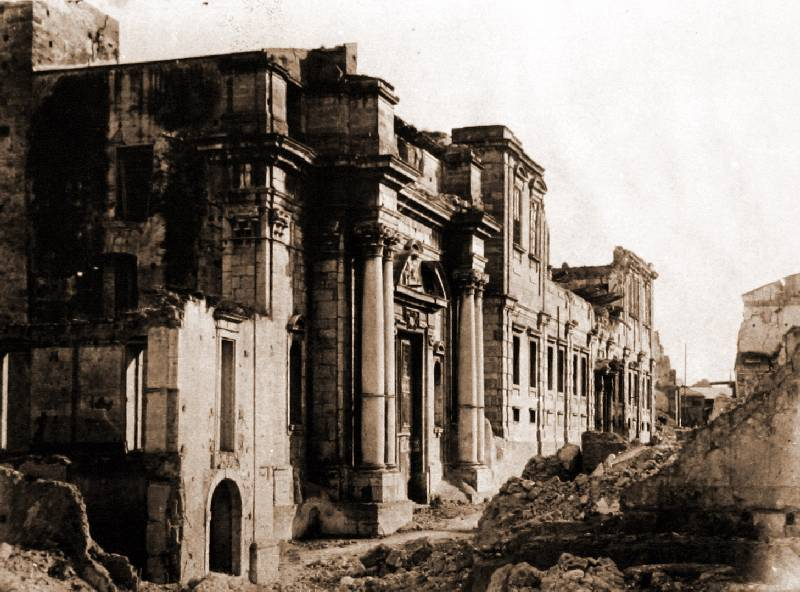
Église et collège après le séisme de 1908

Un nouveau et plus grave tremblement de terre, en 1908, est fatal à l’ensemble des bâtiments. Ce est encore debout est démoli en 1913. Il n’en reste plus de trace sinon son portail d’entrée qui survécut à la catastrophe et fait partie du complexe des bâtiments de la nouvelle université de Messine édifiée là où se trouvait l’ancien collège.

### Nouveau collège Saint-Ignace
Les jésuites italiens reprennent leur tradition pédagogique à Messine en 1884, d’abord à la direction d’une école ‘Maurolico’. Le collège s’appelle aujourd’hui Saint-Ignace et se trouve en un site différent, sur la via Ignatianum de Messine.